# Cotylorhiza tuberculata
Cotylorhiza tuberculata är en manetart som först beskrevs av Macri 1778.  Cotylorhiza tuberculata ingår i släktet Cotylorhiza och familjen Cepheidae. Inga underarter finns listade i Catalogue of Life.

## Bildgalleri

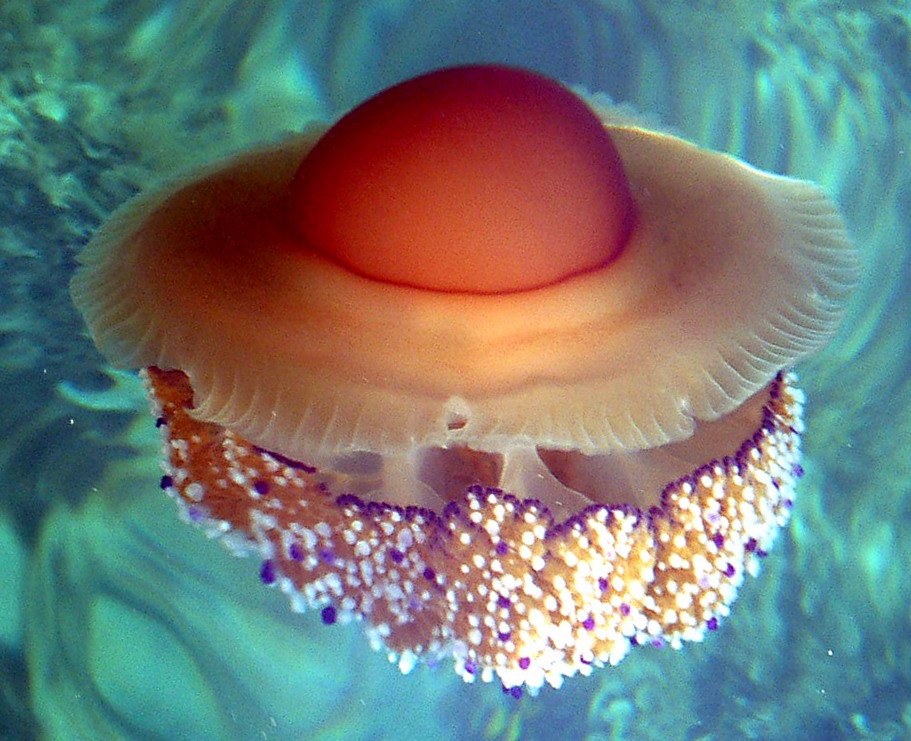
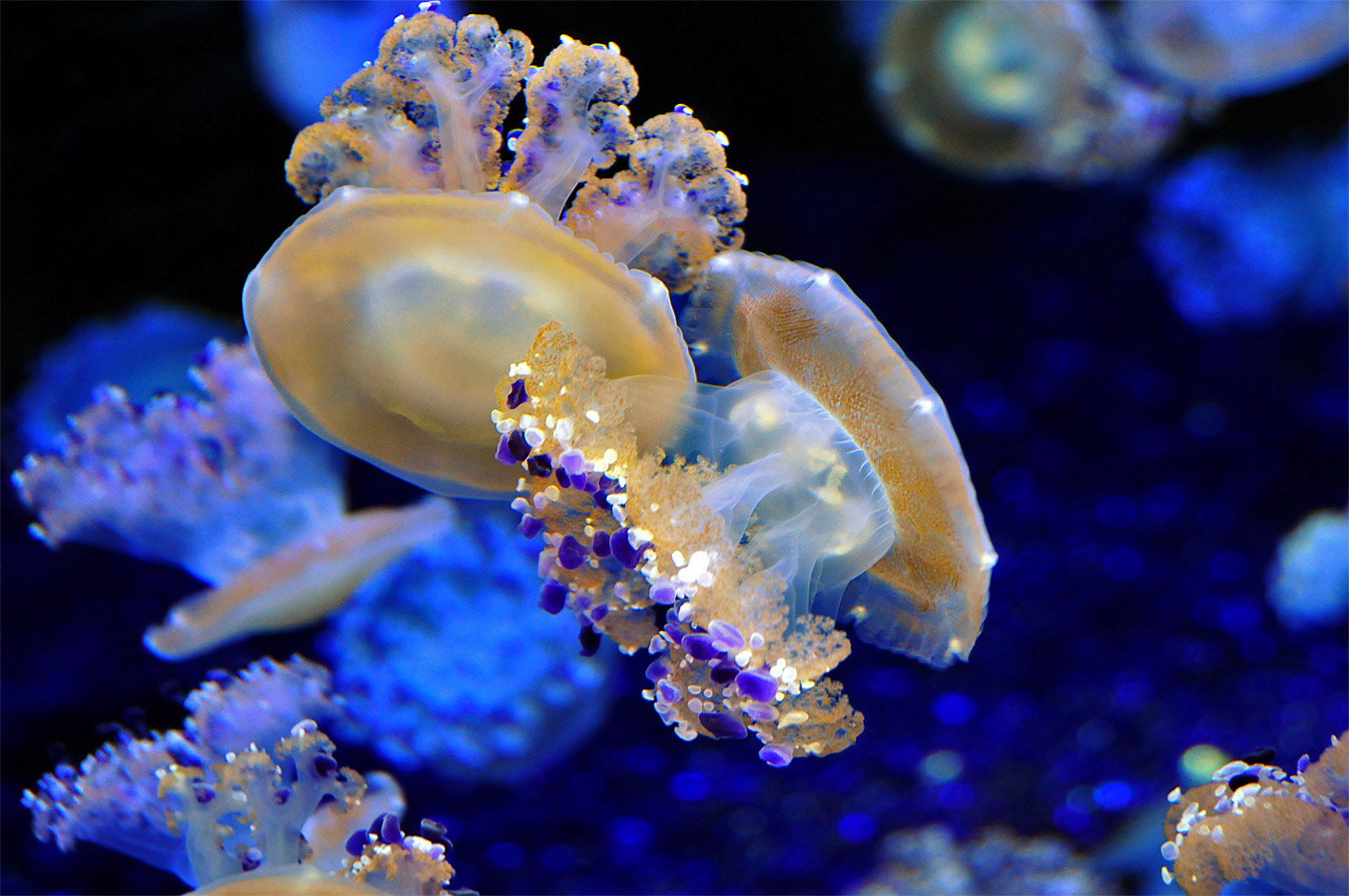
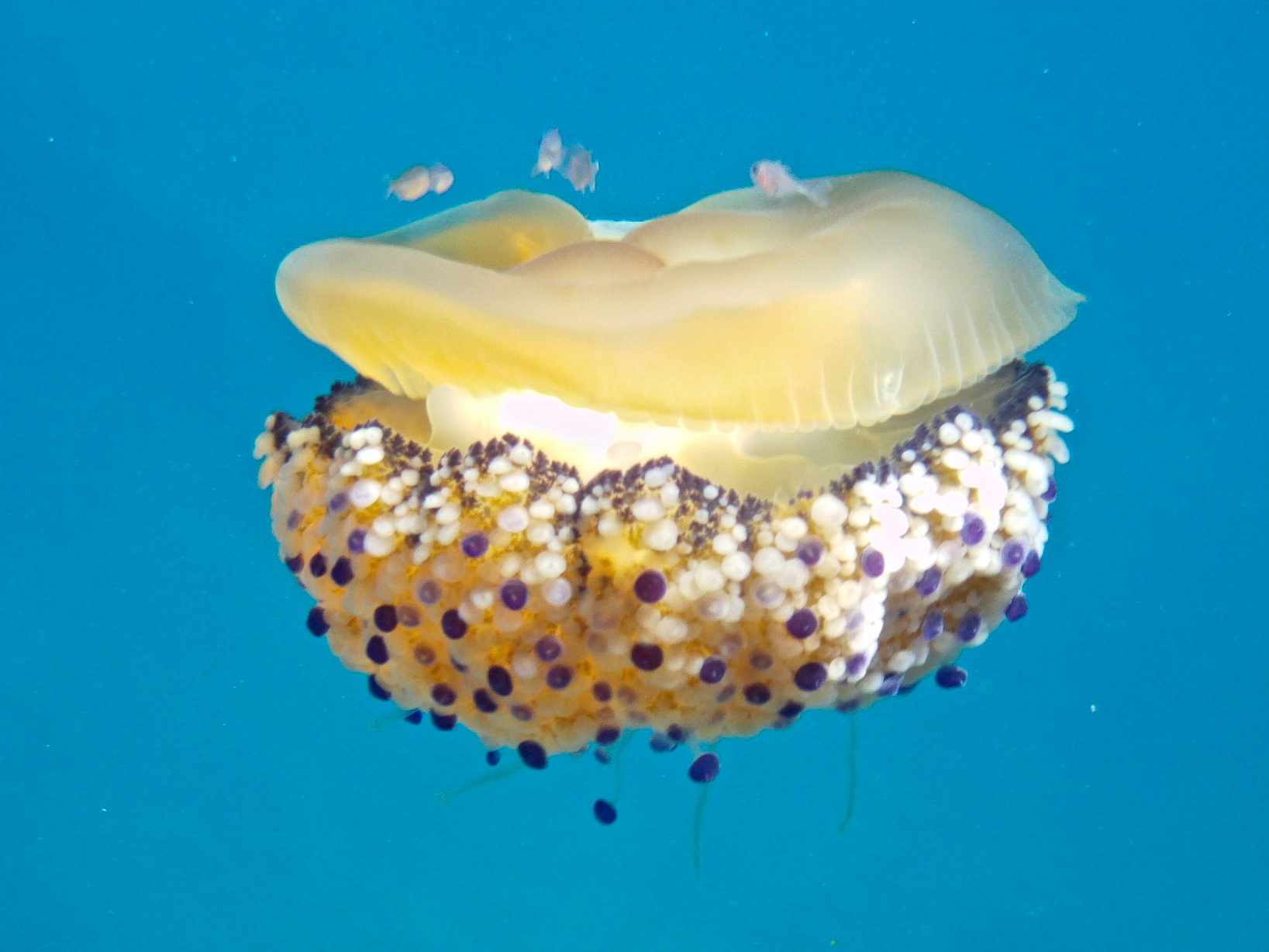
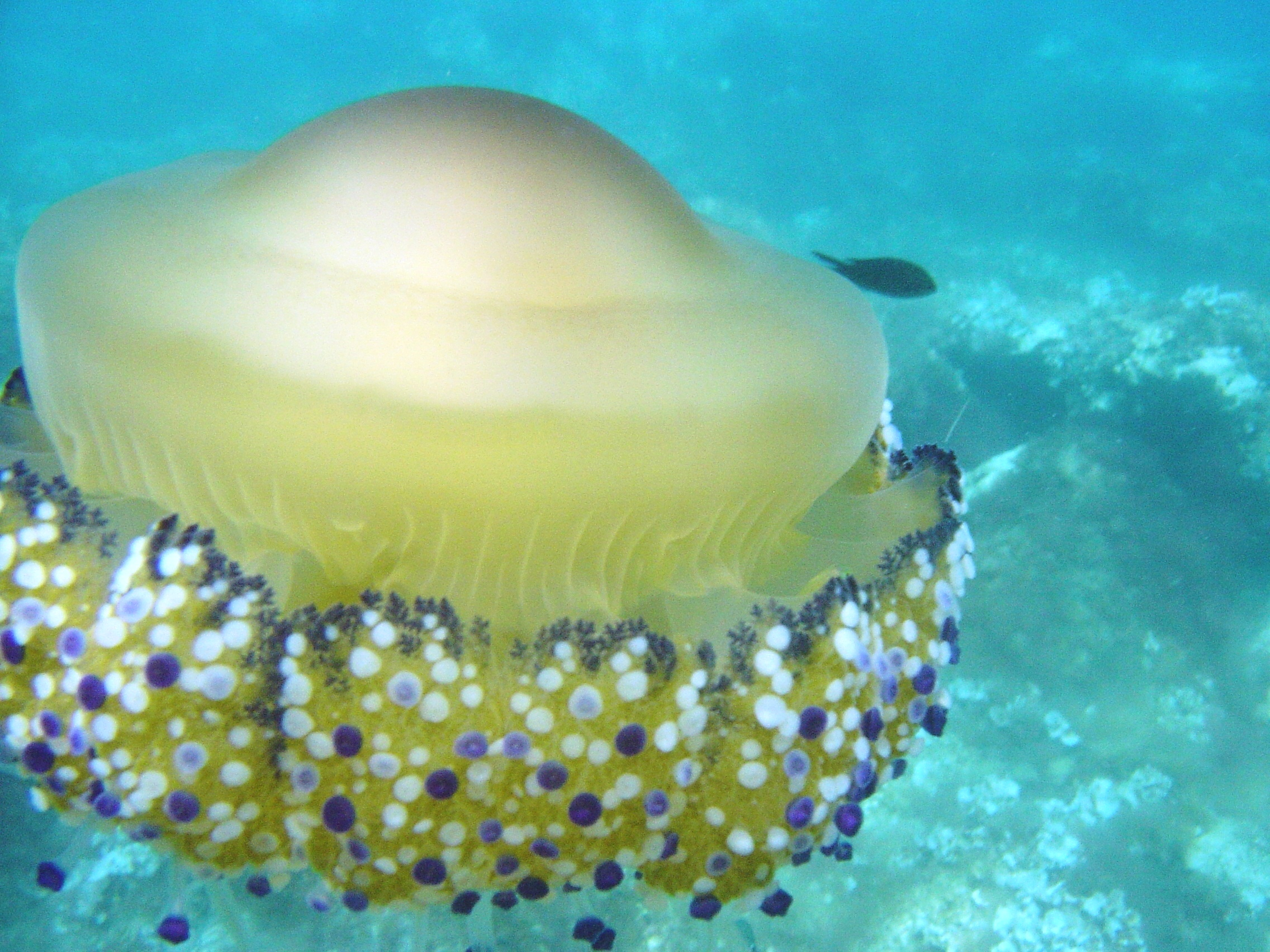
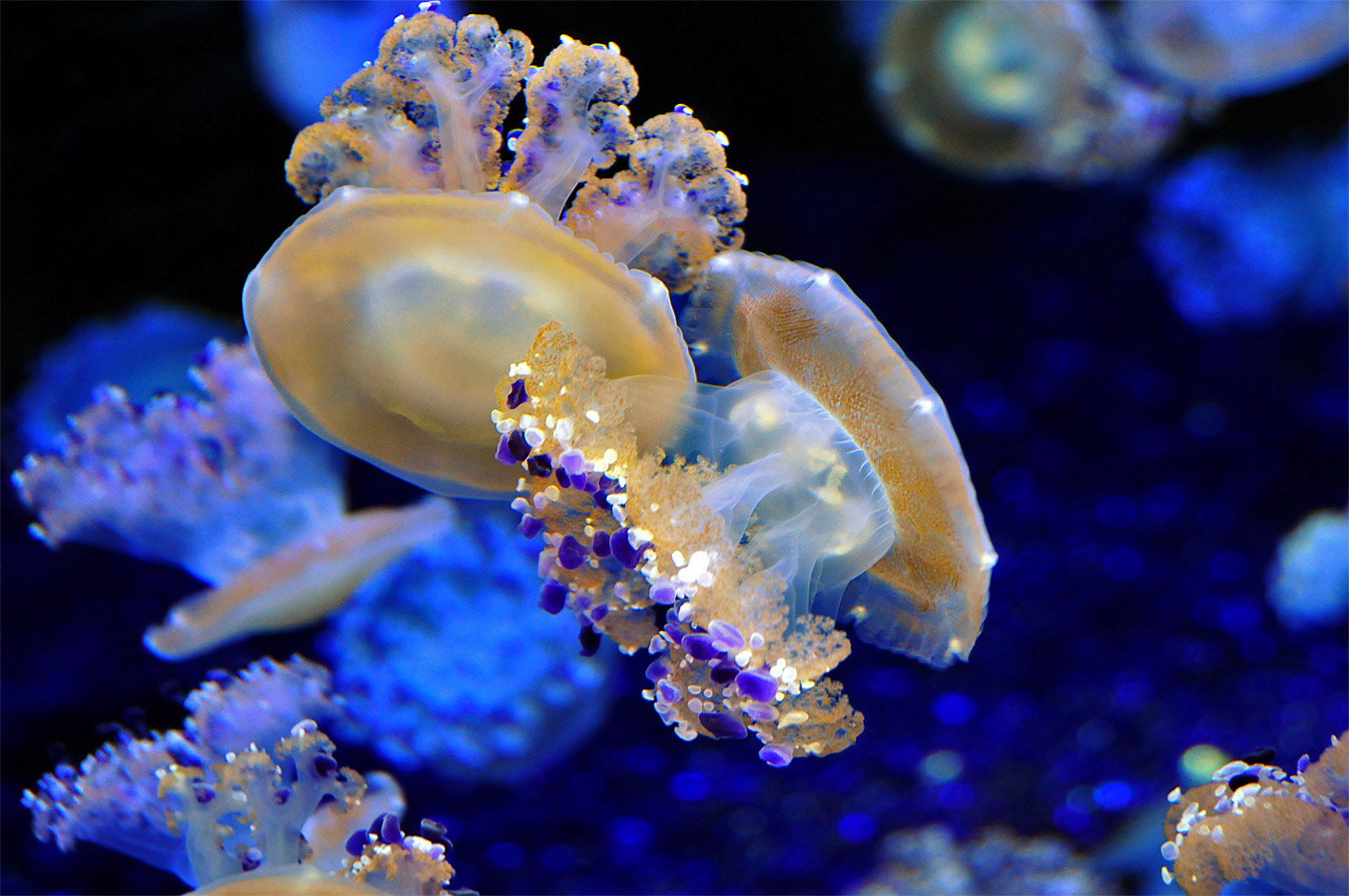
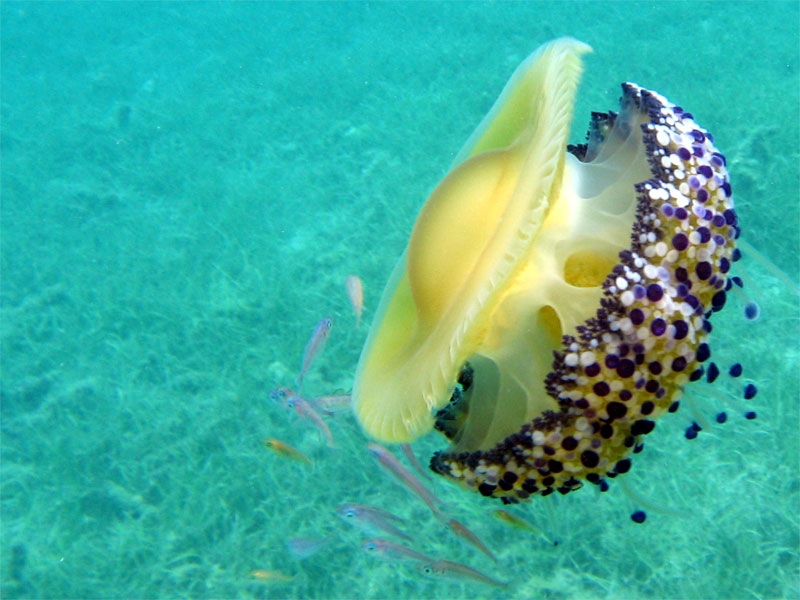